# Agoria

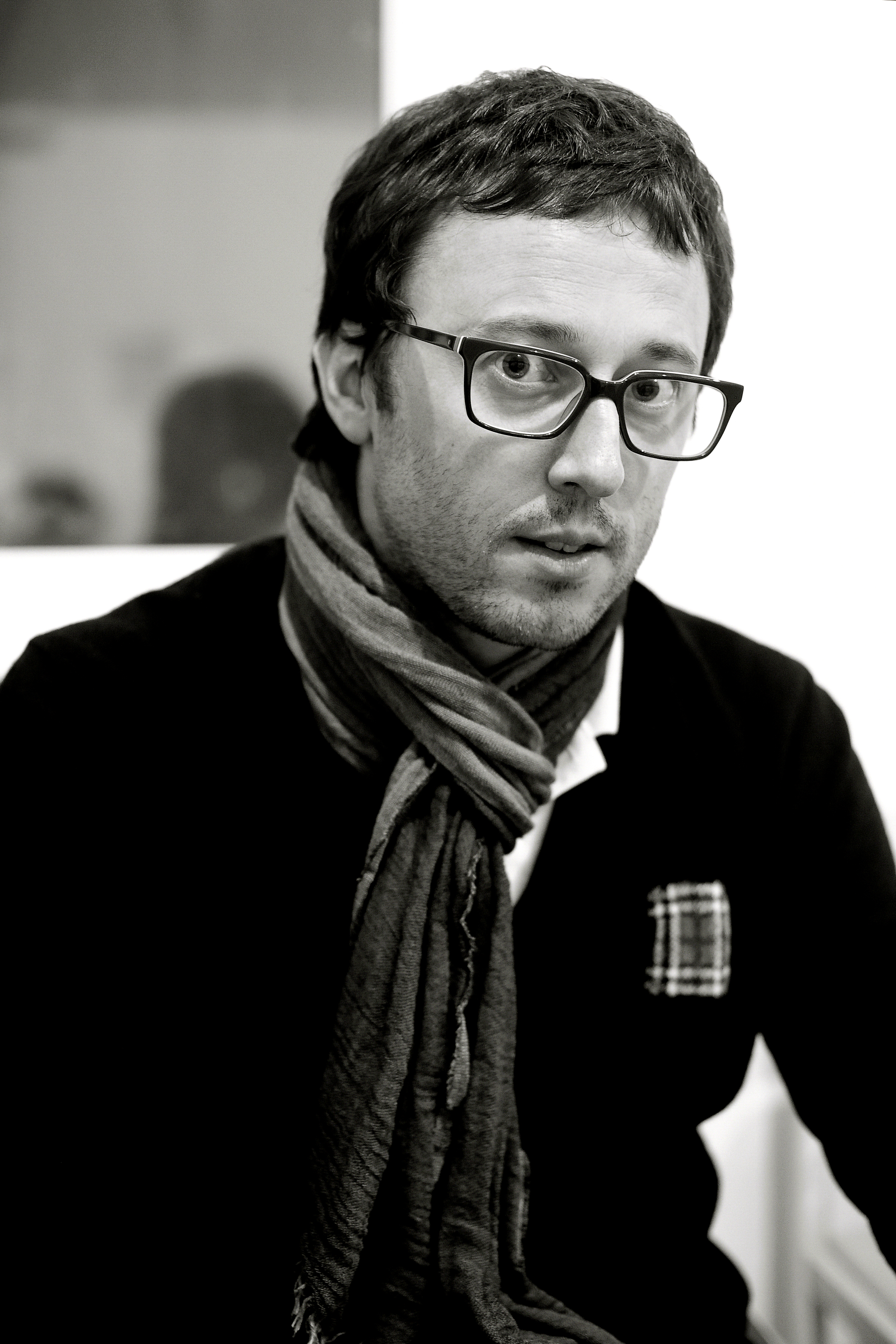
Sébastien Devaud (2012)

Agoria (mit bürgerlichem Namen Sébastien Devaud, * 16. Januar 1976 in Valencin) ist ein französischer Techno-DJ und Musikproduzent. Sein Stil bewegt sich zwischen Detroit Techno und Jazz.
Als erster DJ wurde Devaud im Jahr 2000 von dem französischen Kulturfonds FAIR finanziell unterstützt. Nachdem er 2002 einen Plattenvertrag bei PIAS abgeschlossen und Tricky als Gastsänger für eines der Lieder engagieren konnte, wurde er mit der 2003 erschienenen Single La Onzième Marche, die unter anderem von Laurent Garnier und DJ Hell dem breiten Publikum vorgestellt wird, bekannt. Kurz darauf wurde sein erstes Album Blossom veröffentlicht.

## Diskografie (Auszug)

### Alben
- 2004: Blossom
- 2006: The Green Armchair
- 2008: Go Fast
- 2011: Impermanence
- 2019: Drift

### Singles und EPs
- 2003: La Onzième Marche
- 2005: Beaux Jours
- 2006: Code 1026
- 2006: Baboul Hair Cuttin (Remix von Gui Boratto)
- 2007: Les Violons Ivres